# Joe Roberts (motociclista)
Joe Roberts (Malibú, California, Estados Unidos; 16 de junio de 1997), es un piloto de motociclismo estadounidense que compite en Moto2 con el equipo OnlyFans American Racing.

## Biografía
Roberts hizo su debut en el Campeonato Mundial de Moto2 corriendo como reemplazo del colombiano Yonny Hernández en el AGR Team. En su primer gran premio en la República Checa terminó en la décima posición en un gran premio celebrado sobre piso mojado. Disputó otros cuatro grandes premios hasta que el AGR Team dejó el mundial. Gracias a los puntos sumados en la República Checa terminó la temporada en la 30.º posición.
En 2018, disputó su primera temporada como piloto titular en el mundial corriendo para el NTS RW Racing GP. Su temporada se vio perjudicada por su moto, la NTS NH6 que no era competitva con respecto a sus rivales, solo puntuó en dos carreras de las dieciocho que disputó siendo el 13.º puesto en el Gran Premio de Tailandia su mejor resultado de la temporada. Al final de la temporada fue la NTS clasifiada, terminó la temporada en la 27.º posición.
En 2018, Roberts había firmado para correr para el Swiss Innovative Investors en la temporada 2019 pero los problemas económicos que enfrentaba el equipo suizo pusieron en peligró su continuidad en el mundial. Por esa razón Eitan Butbul, mánager de Roberts compró el equipo renombrandolo American Racing. A Roberts le costó mucho adaptarse a la difícil KTM Moto2, en la temporada solo puntuó en dos carreras de las diezciocho en las que corrió. Sus dos mejores resultados en la temporada fueron los dos decimocuartos puestos conseguidos en los grandes premios de Francia y los Países Bajos.
Ante la salida de KTM del Campeonato del Mundo de Moto2 al final de la temporada 2019, el American Racing utilizó a partir de 2020 motocicletas Kalex. Este cambio fue muy positivo para Roberts, en la primera carrera de la temporada en Catar logró la pole position, la primera en su carrera y la primera de un piloto americano en Moto2 desde que Kenny Noyes consiguiera la pole en el Gran Premio de Francia de 2010. En la cuarta fecha en la República Checa, Roberts consiguió la pole position y al día siguiente subió al podio al terminar en la tercera posición detrás de Sam Lowes y del ganador Enea Bastianini. Este podio fue el primero de Roberts en el mundial y el primero de un piloto americano desde que Nicky Hayden subiera al podio en el Gran Premio de España de 2011, además fue el primer podio de un americano en la clase media desde que John Kocinski terminara tercero en el Gran Premio de los Países Bajos de 1993. Logró su tercera y última pole position de la temporada en el Gran Premio de Francia, no pudo aprovechar la pole debido a que la carrera fue definida como carrera sobre seco y su equipo no pudo cambiar a tiempo sus neumáticos debiendo partir en la última posición, a pesar de ese traspié, Roberts terminó en la sexta posición.
En 2021, Roberts dio un gran paso en su carrera ya que pasó a pilotar para el Italtrans Racing Team, uno de los mejores equipos de la categoría.

## Resultados

### FIM CEV Moto2 European Championship
(Carreras en negrita indica pole position, carreras en cursiva indica vuelta rápida)
| Temp. | 1     | 2     | 3     | 4       | 5     | 6      | 7     | 8     | 9     | 10      | 11    | Pos. | Pts. |
| ----- | ----- | ----- | ----- | ------- | ----- | ------ | ----- | ----- | ----- | ------- | ----- | ---- | ---- |
| 2017  | ALB 8 | CAT 6 | CAT 2 | VAL Ret | VAL 4 | EST 11 | EST 3 | JER 6 | ARA 4 | ARA Ret | VAL 3 | 5.º  | 111  |

### Campeonato del Mundo de Motociclismo
Sistema de puntuación de 1993 hasta 2022:
| Posición | 1.º | 2.º | 3.º | 4.º | 5.º | 6.º | 7.º | 8.º | 9.º | 10.º | 11.º | 12.º | 13.º | 14.º | 15.º |
| Puntos   | 25  | 20  | 16  | 13  | 11  | 10  | 9   | 8   | 7   | 6    | 5    | 4    | 3    | 2    | 1    |

Sistema de puntuación desde 2023 en adelante:
| Posición       | 1.º | 2.º | 3.º | 4.º | 5.º | 6.º | 7.º | 8.º | 9.º | 10.º | 11.º | 12.º | 13.º | 14.º | 15.º |
| Puntos         | 25  | 20  | 16  | 13  | 11  | 10  | 9   | 8   | 7   | 6    | 5    | 4    | 3    | 2    | 1    |
| Carrera sprint | 12  | 9   | 7   | 6   | 5   | 4   | 3   | 2   | 1   |      |      |      |      |      |      |

#### Por categoría
| Cat.  | Temporadas    | 1.er Gran Premio      | 1.er Podio    | 1.ª Victoria  | Carreras | Victorias | Podios | Poles | V.Ráp. | Pts.  | CM |
| ----- | ------------- | --------------------- | ------------- | ------------- | -------- | --------- | ------ | ----- | ------ | ----- | -- |
| Moto2 | 2017-presente | República Checa 20217 |               |               | 127      | 2         | 8      | 5     | 2      | 545.5 | 0  |
| Total | 2017–Presente | 2017–Presente         | 2017–Presente | 2017–Presente | 127      | 2         | 8      | 5     | 2      | 545.5 | 0  |

#### Por temporada
| Temp. | Cat.  | Moto  | Equipo                        | N.º   | Carreras | Victorias | Podios | Poles | V.Ráp. | Pts   | Pos  |
| ----- | ----- | ----- | ----------------------------- | ----- | -------- | --------- | ------ | ----- | ------ | ----- | ---- |
| 2017  | Moto2 | Kalex | AGR Team                      | 20    | 5        | 0         | 0      | 0     | 0      | 6     | 30.º |
| 2018  | Moto2 | NTS   | NTS RW Racing GP              | 16    | 18       | 0         | 0      | 0     | 0      | 5     | 27.º |
| 2019  | Moto2 | KTM   | American Racing KTM           | 16    | 18       | 0         | 0      | 0     | 0      | 4     | 28.º |
| 2020  | Moto2 | Kalex | Tennor American Racing        | 16    | 15       | 0         | 1      | 3     | 0      | 94    | 7.º  |
| 2021  | Moto2 | Kalex | Italtrans Racing Team         | 16    | 16       | 0         | 0      | 0     | 0      | 59    | 13.º |
| 2022  | Moto2 | Kalex | Italtrans Racing Team         | 16    | 20       | 1         | 2      | 0     | 1      | 131   | 9.º  |
| 2023  | Moto2 | Kalex | Italtrans Racing Team         | 16    | 20       | 0         | 1      | 1     | 0      | 93.5  | 13.º |
| 2024  | Moto2 | Kalex | OnlyFans American Racing Team | 16    | 15       | 1         | 4      | 1     | 1      | 153   | 9.º  |
| 2025  | Moto2 | Kalex | OnlyFans American Racing Team | 16    |          |           |        |       |        | *     | *    |
| Total | Total | Total | Total                         | Total | 127      | 2         | 8      | 5     | 2      | 545.5 |      |

- * Temporada en curso.

#### Carreras por año
| Año  | Cat.  | Moto  | 1      | 2       | 3       | 4       | 5       | 6       | 7       | 8       | 9       | 10      | 11     | 12      | 13      | 14     | 15      | 16      | 17      | 18      | 19      | 20      | 21  | 22  | Pos. | Pts. |
| ---- | ----- | ----- | ------ | ------- | ------- | ------- | ------- | ------- | ------- | ------- | ------- | ------- | ------ | ------- | ------- | ------ | ------- | ------- | ------- | ------- | ------- | ------- | --- | --- | ---- | ---- |
| 2017 | Moto2 | Kalex | QAT    | ARG     | AME     | SPA     | FRA     | ITA     | CAT     | NED     | GER     | CZE 10  | AUT 19 | GBR 21  | RSM Ret | ARA 26 | JPN     | AUS     | MAL     | VAL     |         |         |     |     | 30.º | 6    |
| 2018 | Moto2 | NTS   | QAT 25 | ARG 25  | AME 23  | SPA Ret | FRA 19  | ITA 14  | CAT 22  | NED 21  | GER 22  | CZE 18  | AUT 19 | GBR C   | RSM 16  | ARA 24 | THA 13  | JPN 18  | AUS 18  | MAL 18  | VAL Ret |         |     |     | 27.º | 5    |
| 2019 | Moto2 | KTM   | QAT 22 | ARG 22  | AME Ret | SPA 20  | FRA 14  | ITA Ret | CAT 20  | NED 14  | GER 25  | CZE DNS | AUT 21 | GBR 22  | RSM 16  | ARA 30 | THA Ret | JPN 18  | AUS 16  | MAL 19  | VAL 18  |         |     |     | 28.º | 4    |
| 2020 | Moto2 | Kalex | QAT 4  | SPA 17  | AND 17  | CZE 3   | AUT 10  | EST 12  | RSM 10  | ERM Ret | CAT 5   | FRA 6   | ARA 8  | TER 10  | EUR Ret | VAL 11 | POR 7   |         |         |         |         |         |     |     | 7.º  | 94   |
| 2021 | Moto2 | Kalex | QAT 6  | DOH Ret | POR 4   | SPA 8   | FRA Ret | ITA 4   | CAT 10  | GER Ret | NED Ret | EST Ret | AUT 16 | GBR 10  | ARA 13  | RSM 23 | AME 18  | ERM DNS | ALG 24  | VAL DNS |         |         |     |     | 13.º | 59   |
| 2022 | Moto2 | Kalex | QAT 8  | INA 11  | ARG 13  | AME 8   | POR 1   | SPA 8   | FRA 7   | ITA 2   | CAT Ret | GER 13  | NED 8  | GBR 7   | AUT 14  | RSM 9  | ARA 9   | JPN 12  | THA 8   | AUS Ret | MAL Ret | VAL 15  |     |     | 9.º  | 131  |
| 2023 | Moto2 | Kalex | POR 14 | ARG 14  | AME 16  | SPA 14  | FRA 12  | ITA 12  | GER Ret | NED 18  | GBR 4   | AUT Ret | CAT 11 | RSM 8   | IND 3   | JPN 12 | INA 9   | AUS 5   | THA Ret | MAL 8   | QAT 11  | VAL 8   |     |     | 13.º | 93.5 |
| 2024 | Moto2 | Kalex | QAT 7  | POR 2   | AME 2   | SPA 2   | FRA 4   | CAT 8   | ITA 1   | NED WD  | GER 8   | GBR Ret | AUT 9  | ARA Ret | RSM 13  | ERM 6  | INA 6   | JPN 27  | AUS WD  | THA INJ | MAL INJ | SLD INJ |     |     | 9.º  | 153  |
| 2025 | Moto2 | Kalex | THA 18 | ARG 16  | AME 25  | QAT 15  | SPA 11  | FRA 12  | GBR 8   | ARA 7   | ITA 9   | NED 5   | GER 6  | CZE 1   | AUT Ret | HUN    | CAT     | RSM     | JPN     | INA     | AUS     | MAL     | POR | VAL | 11.º | 80   |

| Color     | Resultado                                                               |
| --------- | ----------------------------------------------------------------------- |
| Oro       | Ganador                                                                 |
| Plata     | 2.ª plaza                                                               |
| Bronce    | 3.ª plaza                                                               |
| Verde     | Finalizó en los puntos                                                  |
| Azul      | Finalizó sin puntos                                                     |
| Azul      | NC - No clasificado                                                     |
| Violeta   | Ret - No terminó (Carrera)                                              |
| Rojo      | DNQ - No se clasificó                                                   |
| Negro     | DSQ - Descalificado                                                     |
| Blanco    | DNS - No empezó (carrera)                                               |
| Blanco    | WD - Retirado (fin de semana)                                           |
| Blanco    | C - Carrera cancelada                                                   |
| Sin color | DNP - Inscrito pero no participó                                        |
| Sin color | INJ - Lesionado                                                         |
| Sin color | EX - Excluido                                                           |
| Estado    | Resultado                                                               |
| Negrita   | Pole position                                                           |
| Cursiva   | Vuelta rápida                                                           |
| †         | Abandona, pero clasifica al completar el porcentaje requerido para ello |